# Egyptisch dodenboek

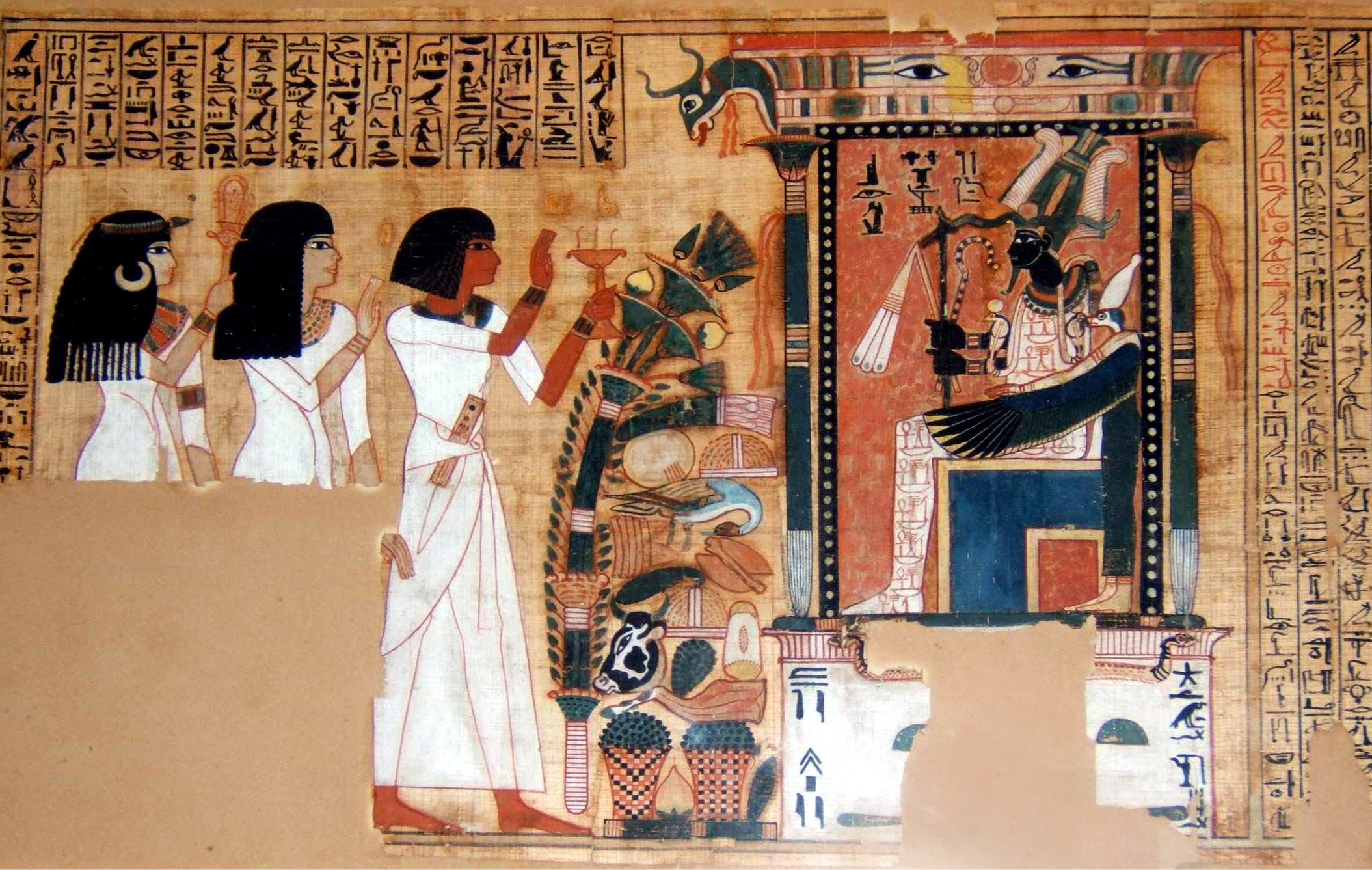
Fragment uit het dodenboek van de klerk Nebqed, ca. 1300 v.Chr. Rechts zit Osiris met een zwart gezicht als koning van de onderwereld, de Duat. Hij draagt de atef-kroon, een kroon van Boven-Egypte met aan weerszijden struisvogelveren en als basis twee ramshorens. In zijn handen onder meer de 'dorsvlegel' en 'krom- of herderstaf', attributen van het koningschap.

Het Dodenboek (letterlijke vertaling: Het boek van het voortkomen [of -gaan] bij dag) is de benaming voor een verzameling teksten die met name op papyrus geschreven werden en die meegegeven werden met de overledene in het graf tijdens het Nieuwe Rijk, de derde tussenperiode en de late periode. In het Arabisch heet het 'Kitâb al Mawtâ/كتاب الموتى'. Het was een essentieel onderdeel van de cultus van Osiris, waarin het mogelijk werd dat niet alleen de farao kon hopen op een eeuwig leven, maar dit ook voor andere rechtvaardige mensen zal gelden. Inmiddels worden 192 verschillende teksten – elk een soort magische spreuk – onderscheiden. Het woord "dodenboek" is door de Duitse geleerde Lepsius geïntroduceerd in 1842, hoewel het geen boek is, maar uiteenlopende papyrusrollen, grafteksten op muren en sarcofagen betreft. Ook kan het dodenboek niet worden beschouwd als een soort Bijbel voor de Egyptenaren. Er waren meerdere verschillende losse spreuken gevonden in de graven. Sommige spreuken waren hetzelfde bij uiteenlopende graven en andere spreuken waren uniek. Thebe was de stad waar de teksten grotendeels werden vervaardigd. Een papyrusrol kon door schrijvers worden vervaardigd. Zij schreven dan andere teksten over, precies zoals de opdrachtgever het wilde. De prijs voor een rol kon fors oplopen, afhankelijk van het niveau van de schrijver en het aantal spreuken met afbeeldingen die men wilde.

## Het leven na de dood
De spreuken werden vaak begeleid door een vignet, een symbolische representatie die de inhoud van de spreuk samenvat. De teksten zelf vormen een continuering van oudere religieuze teksten zoals de Piramideteksten en de Sarcofaagteksten. In tegenstelling tot de Piramideteksten hebben de Dodenboek-spreuken wel titels. Het doel van de spreuken was het voorzien van de dode van middelen om te overleven en bescherming tegen gevaren te bieden in het hiernamaals. Ze vormden een soort reisgids voor de tocht door de onderwereld. De tocht ging over gevaarlijke wateren waar verschillende monsters opdoken. Met gebruik van de spreuken konden de monsters het zwijgen worden opgelegd. Uiteindelijk moest de overledene aankomen in de 'hal van het oordeel'.

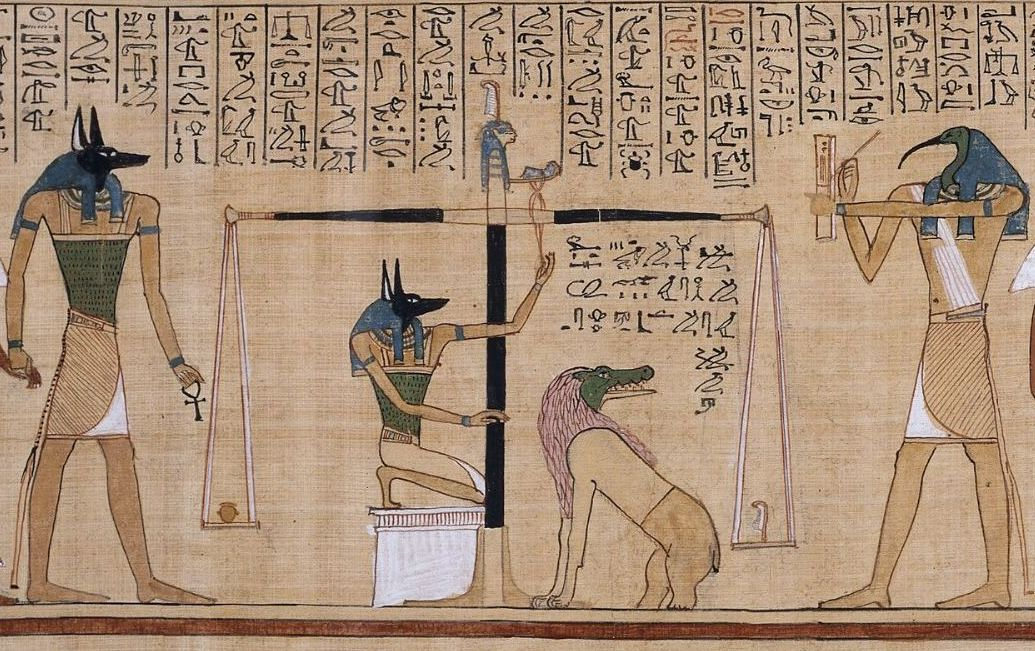
Het oordeel met het wegen van het hart (links) tegen een struisvogelveer, symbool voor Ma'at (gerechtigheid). Links Anubis, rechts Thoth, de schrijvers- en wijsheidsgod. Ammit, met de kop van een krokodil, voorpoten van een leeuw en achterlijf van een nijlpaard, verslindt het hart als het zwaarder weegt dan de veer.

### Dodenoordeel
Centraal staat het thema van het Dodenoordeel, waaraan elke overledene onderworpen wordt, en de reis van de overledene door het hiernamaals. Tijdens het tribunaal waar de overledene beoordeeld wordt door 42 rechters, doet de overledene een negatieve bekentenis. Hij noemt daarbij allerlei slechte zaken op die hij tijdens zijn leven niet heeft gedaan, waardoor hij dus zijn zonden ontkent. Het hart van de overledene wordt in een weegschaal gewogen, waarbij Ma'at (gerechtigheid) in de symbolische vorm van een veer als tegengewicht dient. Als het hart even zwaar was, dus niet zwaar van de zonde, werd de dode toegelaten in de onderwereld bij Osiris, als het hart zwaar van de zonde was, werd de overledene aan stukken gescheurd door Ammit.

## Bewaren van de teksten
Hoewel er al spreuken stonden op verschillende grafmuren, zorgde de Egyptische Renaissance van farao Achnaton voor een snelle groei in de verzameling van de uiteenlopende spreuken. Veel teksten werden daardoor op papyrus gezet. Vaak werden de papyrusteksten gelegd tussen de windstelen van de mummie. Soms werden ze opgerold in een beeldje van Ptah-Sokar-Osiris gedaan. De rollen van Anni, zijn met name door het laatste goed bewaard gebleven. 

## Graf van Toetanchamon
Ook in het graf van Toetanchamon zijn enkele spreuken (bezweringen) gevonden. Ze stonden aan de binnenkant van de buitenste deksel (schrijn) van de grafkist.